# Vibrio vulnificus
Vibrio vulnificus er en Gram-negativ, bevægelig, krum og stavformet bakterie i slægten Vibrio der lever i vandmiljøer såsom flodudmundinger, damme og kystnært hav. Bakterien kan forårsage sygdommen kendt som havkolera, og er nært beslægtet med bakterien Vibrio cholerae, som forårsager tropesygdommen kolera.
V. vulnificus kan inficere organismen ved indtagelse af fødevarer fra havet, oftest østers, men kan også komme ind gennem åbninger i huden ved svømning, eller anden færden i havet.  Som en følge af orkanen Ian i 2022 er der i Florida konstateret en stigning af infektioner med V. vulnificus og dødsfald.
Symptomer på infektion kan være opkastning, diarré, mavesmerter, byldeagtigt udslæt. Alvorlige symptomer og enddog dødsfald kan forekommer hvis bakterien når blodomløbet, hvilket dog er meste almindeligt for mennesker med i forvejen svækket immunforsvar eller lidelser der påvirker leveren. Symptomerne er her feber, septisk shock, og mere alvorlige byldelæsioner på huden.
Infektionen kan kureres med antibiotikabehandling, dog skal den påbegyndes indenfor de første par dage.
Risikoen for at bakterien havner i blodomløbet, er specielt høj for mennesker med sygdomme, der påvirker immunforsvaret, såsom kræft, HIV og diabetes.